# Nicoclès (Sicyone)
Pour les articles homonymes, voir Nicoclès.
Nicoclès a été le dernier tyran de la cité de Sicyone dans la Grèce antique (IIIe siècle av. J.-C.). Il arriva au pouvoir en 251 av. J.-C. en assassinant Paséas, le tyran en place. Il régna seulement quatre mois au cours desquels il envoya en exil quatre-vingts citoyens de la cité.
Aratos, réfugié à Argos depuis l'assassinat de son père Clinias par Abantidas, alors qu'il était enfant, et parvenu à l'âge adulte, préparait avec ses amis et d'autres exilés une expédition sur Sicyone pour en chasser les tyrans. Surpris par l'attaque et l'incendie de son palais par la troupe que menait Aratos et les habitants qui se joignirent à eux, Nicoclès parvint à s'échapper par un passage souterrain. On ne sait pas ce qu'il advint de lui par la suite.

## Sources
- Plutarque, Vie d'Aratos.